# Protase Rugambwa
Protase Rugambwa tanzániai katolikus pap, ad personam érsek, az Új Evangelizáció Pápai Tanácsa titkára

## Élete
1990. szeptember 2-án II. János Pál pápa pappá szentelte, és a Rulengei egyházmegyébe került. A katokei kisebb szeminárium oktatója , a nagy szeminárium oktatója és az egyházmegye vikáriusa volt. 2002-ben a Népek Evangelizációjának Kongregációjának alkalmazottja lett.

## Püspöki pályafutás
2008. január 18-án kinevezték a Kigomai egyházmegye püspökévé. 2008. április 13-án Pango polip bíboros püspökké szentelte. XVI. Benedek 2012. június 26-án kinevezte a Pápai Missziós Társaságok Felsőbb Tanácsának elnökévé és a Népek Evangelizációjának Kongregációjának titkárhelyettesévé. Piergiuseppe Vacchelli érsek utódja lett. 2017. november 9-én Ferenc pápa kinevezte a Kongregáció titkárává. 2022. június 5-ig töltötte be ezt a posztot. Az Evangelizációs Dikasztérium titkára 2022.június 5. óta.

## Fordítás
Ez a szócikk részben vagy egészben  a   Protase Rugambwa című lengyel Wikipédia-szócikk ezen változatának fordításán alapul.  Az eredeti cikk szerkesztőit annak laptörténete sorolja fel. Ez a jelzés csupán a megfogalmazás eredetét és a szerzői jogokat jelzi, nem szolgál a cikkben szereplő információk forrásmegjelöléseként.